# Divizia Națională 2016/2017
Soutěžní ročník Divizia Națională 2016/17  byl 26. ročníkem od založení Divizia Națională. Soutěž začala 25. srpna 2016 a poslední kolo proběhnlo 25. května 2017.

## Složení ligy v ročníku 2016/17
| Klub                    | 2015/16          | Město          | Stadión                      |
| ----------------------- | ---------------- | -------------- | ---------------------------- |
| FC Sheriff Tiraspol     | Zlatá medaile    | Tiraspol       | Sheriff Stadium              |
| FC Dacia Chișinău       | Stříbrná medaile | Chișinău       | Moldova Stadium Speia        |
| FC Zimbru Chișinău      | Bronzová medaile | Chișinău       | Zimbru Stadium               |
| FC Zaria Bălți          | 4.               | Bălți          | Zaria Bălți Stadium          |
| FC Dinamo-Auto Tiraspol | 5.               | Tiraspol       | Dinamo-Auto Stadium          |
| FC Milsami Orhei        | 6.               | Orhei          | CSR Orhei                    |
| CSF Speranța Nisporeni  | 7.               | Nisporeni      | Stadionul Mircea Eliade      |
| CS Petrocub Hîncești    | 8.               | Sărata-Galbenă | Stadionul Orășenesc Hîncești |
| FC Academia Chișinău    | 9.               | Chișinău       | Stadionul CPSM               |
| FC Saxan                | 10.              | Ceadîr-Lunga   | Ceadîr-Lunga Stadium         |
| CF Ungheni              | Divizia A        | Ungheni        | Stadionul Ungheni            |

## Konečná tabulka
| Poř. | Tým                     | Z  | V  | R  | P  | VG | OG | B  |
| ---- | ----------------------- | -- | -- | -- | -- | -- | -- | -- |
| 1.   | FC Sheriff Tiraspol     | 30 | 22 | 3  | 5  | 71 | 15 | 69 |
| 2.   | FC Dacia Chișinău       | 30 | 22 | 3  | 5  | 54 | 15 | 69 |
| 3.   | FC Milsami Orhei        | 30 | 22 | 2  | 6  | 57 | 20 | 68 |
| 4.   | FC Zaria Bălți          | 30 | 20 | 5  | 5  | 56 | 21 | 65 |
| 5.   | FC Zimbru Chișinău      | 30 | 13 | 7  | 10 | 32 | 29 | 46 |
| 6.   | CS Petrocub Hîncești    | 30 | 8  | 10 | 12 | 31 | 38 | 34 |
| 7.   | CSF Speranța Nisporeni  | 30 | 7  | 8  | 15 | 24 | 35 | 29 |
| 8.   | FC Academia Chișinău    | 30 | 8  | 3  | 19 | 21 | 52 | 27 |
| 9.   | FC Dinamo-Auto Tiraspol | 30 | 5  | 8  | 17 | 31 | 58 | 23 |
| 10.  | FC Saxan                | 30 | 5  | 4  | 21 | 23 | 57 | 19 |
| 11.  | CF Ungheni              | 30 | 4  | 5  | 21 | 19 | 79 | 17 |

Vzhledem ke shodnému počtu získaných bodů o celkovém vítězi rozhodl dodatečný zápas mezi Sheriffem a Dacií Kišiněv konaný 30. května 2017, v němž Sheriff zvítězil 3:0 v penaltovém rozstřelu (řádná hrací doba skončila remízou 1:1).
Vysvětlivky
|  | Postup do 2. předkola Ligy mistrů 2017/18        |
|  | Postup do 1. předkola Evropské Ligy UEFA 2017/18 |
|  | Sestup do druhé ligy Divizia A                   |
|  | Klub byl rozpuštěn.                              |